# Psammamphiporus microocelli
Psammamphiporus microocelli är en djurart som tillhör fylumet slemmaskar, och som beskrevs av Sun 1995. Psammamphiporus microocelli ingår i släktet Psammamphiporus och familjen Amphiporidae. Inga underarter finns listade i Catalogue of Life.